# Liste der höchsten Windmühlen
Diese Liste der höchsten Windmühlen führt die höchsten klassischen Windmühlen in der Welt auf, sowohl in Betrieb befindliche als auch Restanten. Moderne Windkraftanlagen sind ausgenommen.

## Liste
| Mühle                                      | Ort                   | Land           | Kappenhöhe [m] / Böden | Typ                  | Erbaut | Bemerkungen | Bild                 |
| ------------------------------------------ | --------------------- | -------------- | ---------------------- | -------------------- | ------ | --- | -------------------- |
| De Nolet                                   | Schiedam              | Niederlande    | 42,5 / 10              | Galerieturmwindmühle | 2006   | Äußerlich klassische Galeriestadtwindmühle, innen Windkraftanlage |                      |
| Pantaleonsmühle                            | Köln                  | Deutschland    | 39,5 / 9               | Galerieturmwindmühle | 1730   | Dem Bachtor (um 1225 erbaut, 1528 zugemauert) aufgesetzt, 1869 ausgebrannt, 1883 Abriss samt Tor; damals höchste Windmühle der Welt; südfranzösische Kegelkappe mit Steertnachführung: Bild (1750) Zeichnung von 1837                                  |                      |
| De Hoop                                    | Princenhage bei Breda | Niederlande    | 38 / 10                | Galerieturmwindmühle | 1899   | Mühlenstumpf seit 1927; Instandsetzung geplant |                      |
| Press's High Mill Turmwindmühle            | Great Yarmouth        | Großbritannien | 37 / 12                | Galerieturmwindmühle | 1812   | Höchste Windmühle Englands bis zum Abbruch 1905/1906 | Bild ~1900           |
| De Noord                                   | Schiedam              | Niederlande    | 33,5 / 9               | Galerieturmwindmühle | 1807   | Heute Restaurant in den unteren drei Etagen |                      |
| De Vrijheid                                | Schiedam              | Niederlande    | 33,4 / 9               | Galerieturmwindmühle | 1785   | |                      |
| De Nieuwe Palmboom                         | Schiedam              | Niederlande    | 32,2 / 9               | Galerieturmwindmühle | 1781   | De Palmboom 1901 ausgebrannt; 1991–1993 als Museumsmühle De Nieuwe Palmboom neu errichtet |                      |
| De Walvisch                                | Schiedam              | Niederlande    | 32,1 / 9               | Galerieturmwindmühle | 1794   | |                      |
| Rijn en Zon                                | Utrecht               | Niederlande    | 32,0 / 9               | Galerieturmwindmühle | 1913   | Vorgängerbau 1745–1912; fünfthöchste Windmühle der Niederlande, höchste außerhalb Südhollands |                      |
| De Drie Koornbloemen                       | Schiedam              | Niederlande    | 31,2 / 9               | Galerieturmwindmühle | 1770   | Älteste der Schiedamer Mühlen; besitzt als einzige ein angebautes (dreistöckiges) Müllerhaus. 2013/2014 aufwendig renoviert |                      |
| De Kameel                                  | Schiedam              | Niederlande    | 30,8 / 9               | Galerieturmwindmühle | 2011   | Vorgängerbau 1715–1865 |                      |
| Hager Mühle                                | Hage                  | Deutschland    | 30,2 / 9               | Galerieholländer     | 1873   | 1880 nach Brand um ein Stockwerk erhöht, höchste Windmühle Deutschlands |                      |
| Stiftsmühle                                | Aurich                | Deutschland    | 29,95 / 9              | Galerieholländer     | 1858   | Höchste funktionsfähige Windmühle Deutschlands, benannt nach dem Sethestift; Heimatmuseum |                      |
| Vareler Windmühle                          | Varel                 | Deutschland    | 29,8 / 9               | Galerieholländer     | 1848   | „Grode Möhl“ |                      |
| Amanda                                     | Kappeln               | Deutschland    | 29,6 / 9               | Galerieholländer     | 1888   | Fünfstöckiger Achtkant auf achtseitigem Galeriesteinsockel mit vierstöckigem quadratischem Steinunterbau |                      |
| Moultoner Mühle                            | Moulton (Lincs)       | Großbritannien | 29,6 / 9               | Galerieturmwindmühle | 1822   | Turmhöhe 24,4 m (80 ft; Kappenh. 97 ft/100 ft m. Turmkugel); 21. November 2011 neues Flügelkreuz, 28. April 2013 erstes windgemahlenes Korn seit 1894. Höchste Windmühle im Vereinigten Königreich seit 1905. Mühle 2011 mit neuen Flügeln; Mühle 2017 |                      |
| Leachs Mühle (Leach's Mill)                | Wisbech               | Großbritannien | 29 / 9                 | Galerieturmwindmühle | 1778   | Acht Flügel (!); Flügelkreuz vor 1920 nach Sturmschaden abgenommen; 1955 ohne Kappe; heute um vier Etagen reduziert als Wohnhaus. |                      |
| Le Talls Mühle (Le Tall's Mill)            | Lincoln               | Großbritannien | 28,5 / 9               | Galerieturmwindmühle | 1848   | roter Ziegelbau ohne Bitumenbeschichtung, weiße Blindkappe |                      |
| Kalkarer Mühle                             | Kalkar                | Deutschland    | 27 / 8                 | Galerieturmwindmühle | 1770   | Höchste Windmühle am Niederrhein, windmahlfähig mit Restaurant |                      |
| Upper Hellesdon Press Lane Turmwindmühle   | Norwich               | Großbritannien | 26,8 / 8               | Galerieturmwindmühle | 1875   | 1913 ausgebrannt, 1920 niedergelegt | Foto ~1890           |
| St. Thomasmühle                            | Andernach             | Deutschland    | 26 / 6                 | Turmwindmühle        | 1816   | Höchste Windmühle im heutigen Rheinland-Pfalz, 1816 aus ehemaligem Klosterwehrturm (14. Jahrhundert) umgebaut; 1912–1948 Wasserturm | [ 4 ]                |
| De Distilleerketel                         | Delfshaven            | Niederlande    | 25,5 / 8               | Galerieturmwindmühle | 1986   | Vorgängerbau: 1727–1940 |                      |
| Sutton Turmmühle (Sutton Tower Mill)       | Stalham               | Großbritannien | 24,5 / 9               | Galerieturmwindmühle | 1789   | Turmhöhe 20,6 m (67,5 ft); Flügelkreuz abgenommen | Suttonmühle um 1920  |
| Eye Green Turmmühle (Eye Green Tower Mill) | Eye Green             | Großbritannien | 21 / 8                 | Galerieturmwindmühle | 1821   | Acht Flügel (!); Verlust dreier Flügel 1920 nach Sturm, 1931 mit vier Flügeln; 1950 nach Sturmschaden und Holzfäule ohne Flügel; heute auf drei Etagen reduziert als Wohnhaus.                                                                         | Fotos; Bild von 1906 |